# Żałe (gromada)
Żałe – dawna gromada, czyli najmniejsza jednostka podziału terytorialnego Polskiej Rzeczypospolitej Ludowej w latach 1954–1972.
Gromady, z gromadzkimi radami narodowymi (GRN) jako organami władzy najniższego stopnia na wsi, funkcjonowały od reformy reorganizującej administrację wiejską przeprowadzonej jesienią 1954 do momentu ich zniesienia z dniem 1 stycznia 1973, tym samym wypierając organizację gminną w latach 1954–1972.
Gromadę Żałe z siedzibą GRN w Żałem utworzono – jako jedną z 8759 gromad na obszarze Polski – w powiecie rypińskim w woj. bydgoskim, na mocy uchwały nr 24/10 WRN w Bydgoszczy z dnia 5 października 1954. W skład jednostki weszły obszary dotychczasowych gromad Żałe, Nadróż (bez miejscowości Sitnica i Białebłota), Radzynek, Ruda, Somsiory, Kleszczyn i Nadróż-Rumunki ze zniesionej gminy Żałe w tymże powiecie. Dla gromady ustalono 25 członków gromadzkiej rady narodowej.
Gromadę zniesiono 1 stycznia 1972, a jej obszar włączono do gromad Rogowo (sołectwa Nadróż i Ruda) i nowo utworzonej Brzuze (sołectwa Kleszczyn, Radzynek, Somsiory i Żałe) w tymże powiecie.